# Ovochthonius rossicus
Ovochthonius rossicus är en kvalsterart som beskrevs av Rjabinin 1977. Ovochthonius rossicus ingår i släktet Ovochthonius och familjen Heterochthoniidae. Inga underarter finns listade i Catalogue of Life.